# Acalolepta birmana
Acalolepta birmana es una especie de escarabajo longicornio del género Acalolepta, tribu Monochamini, subfamilia Lamiinae. Fue descrita científicamente por Breuning en 1936.
Se distribuye por Birmania. Mide aproximadamente 12 milímetros de longitud.